# 1ª Divisão 2002-2003 (hockey su pista)
La 1ª Divisão 2002-2003 è stata la 63ª edizione del torneo di primo livello del campionato portoghese di hockey su pista. La competizione è iniziata il 28 settembre 2002 e si è conclusa il 5 luglio 2003. Il torneo è stato vinto dal Porto per la dodicesima volta nella sua storia.

## Stagione

### Formula
La 1ª Divisão 2002-2003 vide ai nastri di partenza quattordici club; la manifestazione fu organizzata con un girone all'italiana, con gare di andata e ritorno per un totale di 26 giornate: erano assegnati tre punti per l'incontro vinto e un punto a testa per l'incontro pareggiato, mentre non ne era attribuito nessuno per la sconfitta. Al termine della stagione regolare le prime sei squadre classificate disputarono la poule per il titolo con la medesima formula della prima fase; la vincitrice venne proclamata campione del Portogallo. Le squadre classificate dal settimo al quattordicesimo posto disputarono invece la poule salvezza dove le ultime tre classificate retrocedettero direttamente in 2ª Divisão, il secondo livello del campionato.

## Classifica stagione regolare
|  | Pos. | Squadra           | Pt | G  | V  | N | P  | GF  | GS  | DR  |
|  | ---- | ----------------- | -- | -- | -- | - | -- | --- | --- | --- |
|  | 1.   | Porto             | 66 | 26 | 21 | 3 | 2  | 145 | 73  | +72 |
|  | 2.   | Barcelos          | 58 | 26 | 18 | 4 | 4  | 126 | 68  | +58 |
|  | 3.   | Benfica           | 55 | 26 | 17 | 4 | 5  | 127 | 76  | +51 |
|  | 4.   | Infante de Sagres | 51 | 26 | 17 | 0 | 9  | 125 | 98  | +27 |
|  | 5.   | Gulpilhares       | 46 | 26 | 15 | 1 | 10 | 93  | 78  | +15 |
|  | 6.   | Oliveirense       | 43 | 26 | 13 | 4 | 9  | 91  | 72  | +19 |
|  | 7.   | Paço de Arcos     | 41 | 26 | 12 | 5 | 9  | 89  | 69  | +20 |
|  | 8.   | Nortecoope        | 36 | 26 | 11 | 3 | 12 | 83  | 86  | -3  |
|  | 9.   | Portosantese      | 33 | 26 | 9  | 6 | 11 | 97  | 86  | +11 |
|  | 10.  | Sintra            | 26 | 26 | 8  | 2 | 16 | 69  | 119 | -50 |
|  | 11.  | Turquel           | 25 | 26 | 7  | 4 | 15 | 62  | 112 | -50 |
|  | 12.  | Académico Cambra  | 21 | 26 | 6  | 3 | 17 | 65  | 99  | -34 |
|  | 13.  | Riba De Ave       | 19 | 26 | 6  | 1 | 19 | 66  | 113 | -47 |
|  | 14.  | Alenquer Benfica  | 6  | 26 | 2  | 0 | 24 | 56  | 145 | -89 |

Legenda:
  Partecipa alla poule titolo.
  Partecipa alla poule retrocessione.
Note:
Tre punti a vittoria, uno a pareggio, zero a sconfitta.

## Fase finale

### Classifica poule titolo
|  | Pos. | Squadra           | Pt | G  | V | N | P | GF | GS | DR  |
|  | ---- | ----------------- | -- | -- | - | - | - | -- | -- | --- |
|  | 1.   | Porto             | 55 | 10 | 7 | 1 | 2 | 49 | 32 | +17 |
|  | 2.   | Barcelos          | 51 | 10 | 7 | 1 | 2 | 47 | 30 | +17 |
|  | 3.   | Benfica           | 38 | 10 | 3 | 1 | 6 | 35 | 37 | -2  |
|  | 4.   | Infante de Sagres | 37 | 10 | 3 | 2 | 5 | 36 | 51 | -15 |
|  | 5.   | Gulpilhares       | 33 | 10 | 3 | 1 | 6 | 35 | 41 | -6  |
|  | 6.   | Oliveirense       | 33 | 10 | 3 | 2 | 5 | 32 | 43 | -11 |

Legenda:
  Vincitore della Coppa del Portogallo 2002-2003.
      Campione del Portogallo  e ammessa alla CERH Champions League 2003-2004.
      Eventuali altre squadre ammesse alla CERH Champions League 2003-2004.
      Ammessa in Coppa CERS 2003-2004.
Note:
Tre punti a vittoria, uno a pareggio, zero a sconfitta.
Vengono conservati metà dei punti della stagione regolare arrotondati per eccesso.

### Classifica poule salvezza
|  | Pos. | Squadra          | Pt | G  | V  | N | P | GF | GS | DR  |
|  | ---- | ---------------- | -- | -- | -- | - | - | -- | -- | --- |
|  | 1.   | Nortecoope       | 51 | 14 | 11 | 0 | 3 | 70 | 39 | +31 |
|  | 2.   | Paço de Arcos    | 43 | 14 | 7  | 2 | 5 | 53 | 43 | +10 |
|  | 3.   | Portosantese     | 39 | 14 | 7  | 1 | 6 | 52 | 43 | +11 |
|  | 4.   | Académico Cambra | 33 | 14 | 6  | 4 | 4 | 42 | 42 | 0   |
|  | 5.   | Riba De Ave      | 29 | 14 | 6  | 1 | 7 | 50 | 55 | -5  |
|  | 6.   | Sintra           | 28 | 14 | 5  | 0 | 9 | 45 | 53 | -8  |
|  | 7.   | Turquel          | 26 | 14 | 3  | 4 | 7 | 41 | 67 | -26 |
|  | 8.   | Alenquer Benfica | 17 | 14 | 4  | 2 | 8 | 45 | 56 | -11 |

Legenda:
      Ammessa in Coppa CERS 2003-2004.
      Retrocesse in 2ª Divisão 2003-2004.
Note:
Tre punti a vittoria, due a pareggio, uno a sconfitta.
Vengono conservati metà dei punti della stagione regolare arrotondati per eccesso.